# Římskokatolická farnost Bohdíkov
Římskokatolická farnost Bohdíkov je územní společenství římských katolíků v děkanátu Šumperk s farním kostelem svatého Petra a Pavla.

## Historie farnosti
V Bohdíkově stál původně dřevěný kostelík s farou, který však vyhořel v roce 1678. Nový kostel dal postavit v roce 1725 kníže Josef Jan Adam z Lichtenštejna. Kostel býval obklopen hřbitovem, který byl zrušen v roce 1892. V letech 1996 – 2001 prošel kostel celkovou rekonstrukcí.

## Duchovní správci
Současným administrátorem excurrendo je od července 2009 R. D. Mgr. Michał Stanisław Krajewski.

## Bohoslužby
| Kostel                | Místo    | Bohoslužba (den) | Hodina | Poznámka     |
| --------------------- | -------- | ---------------- | ------ | ------------ |
| svatého Petra a Pavla | Bohdíkov | neděle           | 7.30   | farní kostel |

## Aktivity ve farnosti
Ve farnosti se pravidelně koná tříkrálová sbírka. V roce 2018 činil její výtěžek 33 456 korun.